# Miroslav
Miroslav je moško osebno ime.

## Izvor imena
Ime Mirko je slovansko ime. Tvorjeno je iz besed mir in slav. Pomensko sorodni neslovanski imeni sta Friderik in Irenej.

## Različice imena
- moška različica imena: Miran, Mire, Mirko, Miro, Mirodar, Miroljub, Miros, Miroslav
- ženske različice imena: Mira, Mirka, Mirna, Miroslava

## Tujejezikovne različice imena
- pri Čehih: Miroslav
- pri Poljakih: Mirosław

## Pogostost imena
Po podatkih Statističnega urada Republike Slovenije je bilo na dan 31. decembra 2007 v Sloveniji število moških oseb z imenom Miroslav: 4.502. Med vsemi moškimi imeni pa je ime Miroslav po pogostosti uporabe uvrščeno na 59. mesto.

## Osebni praznik
V koledarju je ime Miroslav uvrščeno k imenom: Bogomir (god 8. novembra), Friderik (god 18. julija) in Irenej (god 6. aprila in 28. junija).

## Znane osebe
- Miroslav Cerar, slovenski telovadec in olimpionik

## Zanimivost
Iz Jugoslovanske zgodovine je znan Miroslav, humski knez  iz druge polovice 12. stoletja. V času njegovega vladanja je nastal Miroslavov evangelij, najstarejši ohranjen srbski cirilski spomenik.